# Liste der Wappen in der Provinz Padua

## Wappen der Provinz Padua

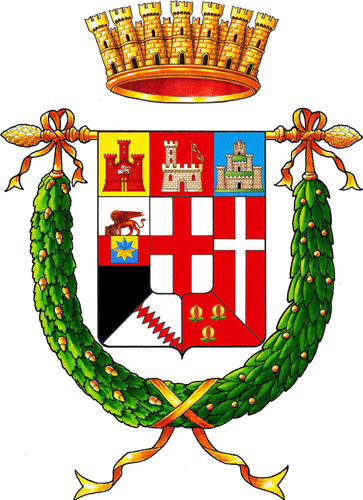
Provinz Padua
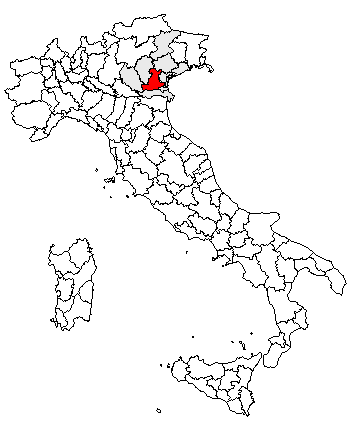
Lage in Italien

## Wappen der Gemeinden der Provinz Padua

Abano Terme
Agna
Albignasego
Anguillara Veneta
Arquà Petrarca
Arre
Arzergrande
Bagnoli di Sopra
Baone
Barbona
Battaglia Terme
Boara Pisani
Borgo Veneto
Borgoricco
Bovolenta
Brugine
Cadoneghe
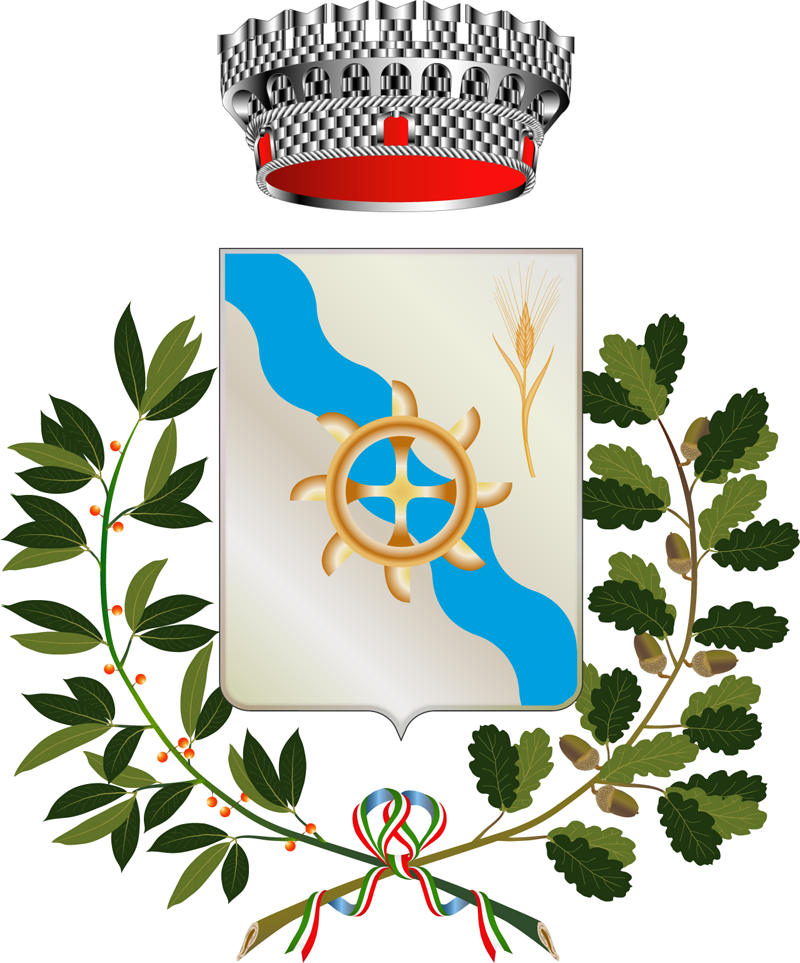
Campo San Martino
Campodarsego
Campodoro
Camposampiero
Candiana
Carceri
Carmignano di Brenta
Cartura
Casale di Scodosia
Casalserugo
Castelbaldo
Cervarese Santa Croce
Cinto Euganeo
Cittadella
Codevigo
Conselve
Correzzola
Curtarolo
Due Carrare
Este
Fontaniva
Galliera Veneta
Galzignano Terme
Gazzo
Grantorto
Granze
Legnaro
Limena
Loreggia
Lozzo Atestino
Maserà di Padova
Masi
Massanzago
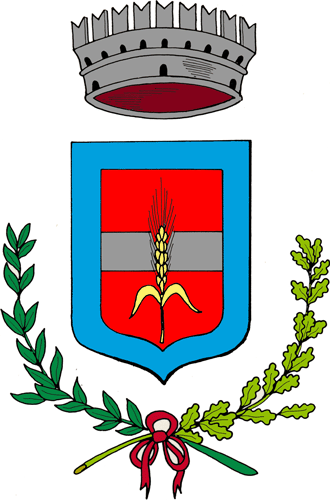
Megliadino San Vitale
Merlara
Mestrino
Monselice
Montagnana
Montegrotto Terme
Noventa Padovana
Ospedaletto Euganeo
Padua
Pernumia
Piacenza d’Adige
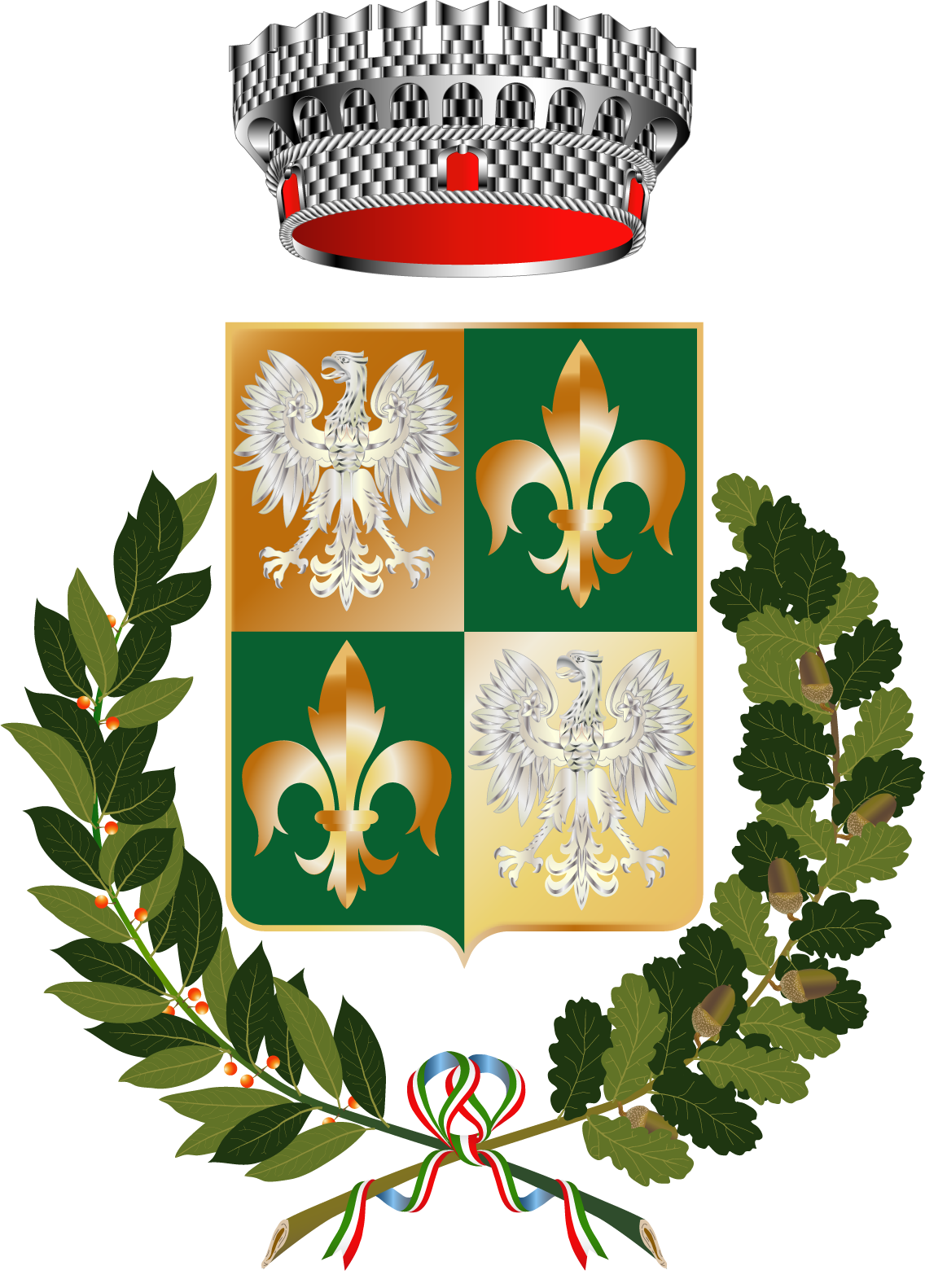
Piazzola sul Brenta
Piombino Dese
Piove di Sacco
Polverara
Ponso
Ponte San Nicolò
Pontelongo
Pozzonovo
Rovolon
Rubano
Saccolongo
San Giorgio delle Pertiche
San Giorgio in Bosco
San Martino di Lupari
San Pietro in Gu
San Pietro Viminario
Santa Giustina in Colle
Sant’Angelo di Piove di Sacco
Sant’Elena
Sant’Urbano
Saonara
Selvazzano Dentro
Solesino
Stanghella
Teolo
Terrassa Padovana
Tombolo
Torreglia
Trebaseleghe
Tribano
Urbana
Veggiano
Vescovana
Vighizzolo d’Este
Vigodarzere
Vigonza
Villa del Conte
Villa Estense
Villafranca Padovana
Villanova di Camposampiero
Vo